# Chiemi Eri
Chiemi Eri (11 de enero de 1937 – 13 de febrero de 1982) fue una cantante y actriz japonesa.

## Biografía
Eri inició su carrera musical a los 14 años, con su versión de la canción "Tennessee Waltz". Cantaba canciones estadounidenses como "Jambalaya" y "Come on-a My House". Su carrera actoral inició al mismo tiempo que la de Hibari Misora. Eri, Misora y Izumi Yukimura formaron un trío. En sus conciertos, la acompañaba la banda de jazz de Nobuo Hara.
Eri se casó con Ken Takakura en 1959, divorciándose en 1971. Lanzó el sencillo "Sakaba Nite" en 1974. La canción luego fue incluida en el álbum "Enka no Kokoro". Eri actuó en 51 películas.

### Fallecimiento
El 13 de febrero de 1982, Eri fue encontrada muerta en su apartamento en la ciudad de Tokio. La causa fue asfixia por vómito, luego de mezclar alcohol con medicamentos. 

## Discografía
- Chiemi's Folk Song Collection (1958)[5]
- Chiemi Sings Standards (1959)
- Chiemi Eri & The Delta Rhythm Boys (1961)
- Chiemi Sings Japanese Folk Songs Highlights (1962)
- Chiemi Sings Japanese Folk Songs v. 2 (1965)
- Chiemi Sings Japanese Folk Music Deluxe (1968)
- Chiemi Sings Japanese Folk Music Deluxe v. 2 (1969)